# Urif
Urif (arab. ‏عوريف‎, ʿŪrīf) – wieś w Palestynie, w muhafazie Nablus. Według danych szacunkowych Palestyńskiego Centralnego Biura Statystycznego w 2016 roku miejscowość liczyła 3545 mieszkańców.